# Mark Boone Junior
Mark Boone Junior (Cincinnati, 27 de març del 1955) és un actor estatunidenc, potser més conegut pels seus papers en dues de les pel·lícules de Christopher Nolan: Memento i Batman Begins.
Freqüentment retracta policies o altres figures d'autoritat i ha tingut una prolífica carrera, apareixent en més de 70 pel·lícules, com 2 Fast 2 Furious, Get Carter: assassí implacable, The General's Daughter, The Thin Red Line, Se7en, 30 Days of Night i Die Hard 2. I a sèries de televisió com Law & Order, Seinfeld, Curb Your Enthusiasm i Sons of Anarchy.
Començà la seva carrera juntament amb el seu amic Steve Buscemi, fent comèdia verbal a Nova York. Ha tingut papers en tres de les quatre pel·lícules de Buscemi com a director (Una última copa, Animal Factory i Lonesome Jim). Han format part gairebé del mateix cercle, el que els ha permès compartir crèdits en diverses ocasions en pel·lícules com The Way It Is (1985), Slaves of New York (1989), Històries de Nova York (1989), Force of Circumstance (1990), Film House Fever (1986), Borders (1989) i Armageddon (1998) on Boone fa un petit cameig.
L'any 2002 dirigí Deadrockstar, la seva primera pel·lícula sobre les morts del rock.

## Filmografia
- Variety (1983)
- The Way It Is (1986)
- Esclaus a Nova York (Slaves of New York) (1989)
- Històries de Nova York (1989)
- Prisoners of Inertia (1989)
- Last Exit to Brooklyn (1989)
- Cookie (1989)
- Borders (1989) (TV)
- Die Hard 2 (1990)
- Force of Circumstance (1990)
- In the Spirit (1990)
- Delirant (Delirious) (1991)
- Fever (1991) (TV)
- Homes i ratolins (Of Mice and Men) (1992)
- Sketch Artist (1992) (TV)
- The Paint Job (1992)
- What Happened to Pete (1992)
- Geronimo (Geronimo: An American Legend) (1993)
- Daybreak (1993) (TV)
- Hoggs' Heaven (1994) (TV)
- Se7en (1995)
- Last of the Dogmen (1995)
- Naomi & Wynonna: Love Can Build a Bridge (1995) (TV)
- Ràpida i mortal (The Quick and the Dead) (1995)
- The Beatnicks (1996)
- Trees Lounge (1996)
- Hugo Pool (1997)
- Cold Around the Heart (1997)
- The Game (1997)
- Rosewood (1997)
- Hack (1997)
- The Thin Red Line (1998)
- Encara sé què vau fer l'estiu passat (I Still Know What You Did Last Summer) (1998)
- The Treat (1998)
- I Woke Up Early the Day I Died (1998)
- Armageddon (1998) (no surt als crèdits)
- Vampirs de John Carpenter (Vampires) (1998)
- Montana (1998)
- 22 d'octubre (October 22) (1998)
- A.T.F. (1999) (TV)
- Buddy Boy (1999)
- Spanish Judges (1999)
- Smut (1999)
- The General's Daughter (1999)
- The Wetonkawa Flash (1999)
- The Gold Cup (2000)
- Get Carter: assassí implacable (Get Carter)) (2000)
- Memento (2000)
- Everything Put Together (2000)
- Animal Factory (2000)
- The Beat Nicks (2000)
- Proximity (2001)
- Ordinary Madness (2001)
- The Real Deal (2002)
- Long Time No See (2002)
- Beautiful (2003)
- Wild Turkey (2003)
- Greasewood Flat (2003)
- 2 Fast 2 Furious (2003)
- Shade (2003)
- Frankenfish (2004)
- Dead Birds (2004)
- Jam (2004)
- The Grey (2004)
- Sawtooth (2004)
- Full Clip (2004)
- The Nickel Children (2005)
- Batman Begins (2005)
- Lonesome Jim (2005)
- Venice Underground (2005)
- One Night with You (2006)
- The Legend of Lucy Keyes (2006)
- Ments en blanc (Unknown) (2006)
- Wristcutters: A Love Story (2006)
- 30 dies de foscor (30 Days of Night) (2007)
- Happiness Runs (2008)
- The Forlorn (2008)
- California Indian (2008)
- A Perfect Place (2008)
- Frozen River (2008)
- Vice (2008)
- Spooner (2009)
- Pinned (2009)
- Everything Will Happen Before You Die (2009)
- Five Star Day (2009)
- The Mother of Invention (2009)
- Pete Smalls Is Dead (2010)